# Armaturenkombinat
Der VEB Magdeburger Armaturenwerke „Karl Marx“ – Armaturenkombinat (MAW) wurde 1970 gegründet und war ein Kombinat in der Deutschen Demokratischen Republik.
Das Kombinat unterstand dem Ministerium für Schwermaschinen- und Anlagenbau. Weitere zentralgeleitete Kombinate im Zuständigkeitsbereich dieses Ministeriums können in der Liste von Kombinaten der DDR eingesehen werden.
Das Produktspektrum des Kombinats fokussierte sich auf die Herstellung von Armaturen wie Ventile, Schieber und Hähne für die Industrie, die Energiewirtschaft und für Haushaltsanwendungen. Das Kombinat hatte ein Quasi-Monopol auf die Fertigung von Armaturen und war für rund 90 % der DDR-Produktion in diesem Wirtschaftsbereich verantwortlich. Hinter dem Kombinat GISAG (1987 mit dem Kombinat Baukema verschmolzen) war das Armaturenkombinat der größte Guss-Produzent der DDR.
Im Zuge der Wende und der anschließenden Wiedervereinigung wurde das Kombinat 1990 aufgelöst und seine Betriebe wurden privatisiert. Der Stammbetrieb des Kombinats – der VEB Magdeburger Armaturenwerke „Karl Marx“ – beschäftigte zuletzt 7.000 Mitarbeiter und entstand aus den ehemaligen Polte-Werken. Dieser wurde zur Magdeburger Armaturenwerke MAW AG umfirmiert und 1991 durch die Deutsche Babcock übernommen. Im Jahr 1996 wurde der Betrieb in Magdeburg eingestellt.

## Zugehörige Betriebe
Zum Kombinat gehörten 1990 die folgenden Betriebe:
- VEB MAW „Karl Marx“ Magdeburg; (Stammbetrieb)
- VEB Armaturenwerk Altenburg
- VEB Armaturenwerk Eisenberg
- VEB Armaturenwerk Halle
- VEB Armaturenwerk Herzberg
- VEB Armaturenwerk Hötensleben
- VEB Armaturenwerk Leipzig
- VEB Armaturenwerk Prenzlau
- VEB Armaturenwerk Reichenbach
- VEB Armaturenwerk Roßwein
- VEB Armaturenwerk Wehrsdorf
- VEB Armaturenwerk Zittau
- VEB Armaturenwerk Zöblitz
- VEB Eisenwerk „1. Mai“ Tangerhütte
- VEB Industriearmaturen- und Apparatebau Leipzig (IAL)
- VEB Stahlgießerei „Wilhelm Pieck“ Magdeburg-Rothensee (SGR)